# Еледжик (река)
Вижте пояснителната страница за други значения на Еледжик.
Еледжик е река в Южна България – Област Стара Загора, общини Опан, Гълъбово и Раднево, десен приток на река Сазлийка, от басейна на Марица. Дължината ѝ е 25 km.
Река Еледжик извира на 174 м н.в., на 1,2 km югоизточно от с. Средец, община Опан. Тече в посока изток-югоизток в плитка долина със слаб надлъжен наклон през Горнотракийската низина с много меандри. Влива се отдясно в река Сазлийка от басейна на Марица на 94 m н.в., на 1,6 km югозападно от село Любеново, община Раднево.
Площта на водосборния басейн на Еледжик е 111 km2, което представлява 3,43% от водосборния басейн на Сазлийка. Основен приток – Мустанова река (ляв).
Речният режим на подхранване е с плувиален характер, което определя ясно изразен пролетен максимум на оттока – януари-май, а минимумът – юли-октомври. През лятно-есенните месеци пресъхва.
По течението на реката са разположени 2 села:
- Община Опан – Княжевско;
- Община Гълъбово – Априлово.

Водите на реката се използват за напояване, изградени са язовирите „Кравино“ и „Любеново“.

## Топографска карта
- Лист от карта K-35-64. Мащаб: 1 : 100 000.